# Indian Premier League
Pour les articles homonymes, voir IPL.
L'Indian Premier League (IPL), littéralement Première Ligue indienne, est une ligue de cricket indienne fondée en 2008. Elle dépend de l'instance dirigeante du cricket en Inde, le Board of Control for Cricket in India (BCCI), dont elle est un sous-comité. Les matchs des compétitions qu'elle organise annuellement sont au format Twenty20. Huit franchises se disputent le titre lors de la première édition de l'IPL, en 2008. Deux nouvelles s'y ajoutent en 2022.

## Historique

### Création et lancement
Le Board of Control for Cricket in India (BCCI) annonce la création de l'Indian Premier League (IPL) le 13 septembre 2007. En janvier 2008, les villes où sont basées les franchises et les propriétaires de celles-ci sont annoncés. Le BCCI annonce avoir vendu les huit franchises aux enchères et avoir encaissé la somme totale de 723,59 millions d'US$. La franchise basée à Bombay est cédée au prix le plus élevé, 111,9 millions d'US$. Le 20 février de la même année, soixante-dix-sept internationaux ou anciens internationaux des équipes d'Inde, d'Australie, des Indes occidentales, du Pakistan, du Sri Lanka, de Nouvelle-Zélande et d'Afrique du Sud sont « mis aux enchères » auprès des huit franchises. La franchise qui propose le salaire le plus élevé pour un joueur l'engage dans son effectif. Cinq joueurs indiens, les « icon players », sont préalablement attribués d'office à la franchise représentant la capitale de leur état d'origine et sont assurés de gagner 15 % de plus que le deuxième joueur le mieux payé de leur équipe. L'indien Mahendra Singh Dhoni signe le plus gros contrats de la ligue, 1,5 million d'US$ par an pour un mois et demi de compétition. Une deuxième vague d'enchères est organisée le 11 mars et permettent à vingt-huit joueurs, dont quatorze de l'équipe d'Inde des moins de 19 ans, d'être répartis dans les franchises, mais les salaires obtenus ne dépassent pas cette-fois ci les 300 000 US$ annuels. Les internationaux sont affectés via des enchères, tandis que les jeunes joueurs indiens sont répartis via un système de draft.

## Palmarès

### Palmarès saison par saison
| Saison | Vainqueur                 | Finaliste                   | Demi-finalistes                         | Demi-finalistes                         | Équipes |
| ------ | ------------------------- | --------------------------- | --------------------------------------- | --------------------------------------- | ------- |
| 2008   | Rajasthan Royals (1)      | Chennai Super Kings         | Kings XI Punjab et Delhi Daredevils     | Kings XI Punjab et Delhi Daredevils     | 8       |
| 2009   | Deccan Chargers (1)       | Royal Challengers Bangalore | Chennai Super Kings et Delhi Daredevils | Chennai Super Kings et Delhi Daredevils | 8       |
| Saison | Vainqueur                 | Finaliste                   | Troisième                               | Quatrième                               | Équipes |
| 2010   | Chennai Super Kings (1)   | Mumbai Indians              | Royal Challengers Bangalore             | Deccan Chargers                         | 8       |
| 2011   | Chennai Super Kings (2)   | Royal Challengers Bangalore | Mumbai Indians                          | Kolkata Knight Riders                   | 10      |
| 2012   | Kolkata Knight Riders (1) | Chennai Super Kings         | Delhi Daredevils                        | Mumbai Indians                          | 9       |
| 2013   | Mumbai Indians (1)        | Chennai Super Kings         | Rajasthan Royals                        | Sunrisers Hyderabad                     | 9       |
| 2014   | Kolkata Knight Riders (2) | Kings XI Punjab             | Chennai Super Kings                     | Mumbai Indians                          | 8       |
| 2015   | Mumbai Indians (2)        | Chennai Super Kings         | Royal Challengers Bangalore             | Rajasthan Royals                        | 8       |
| 2016   | Sunrisers Hyderabad (1)   | Royal Challengers Bangalore | Gujarat Lions                           | Kolkata Knight Riders                   | 8       |
| 2017   | Mumbai Indians (3)        | Rising Pune Supergiant      | Kolkata Knight Riders                   | Sunrisers Hyderabad                     | 8       |
| 2018   | Chennai Super Kings (3)   | Sunrisers Hyderabad         | Kolkata Knight Riders                   | Rajasthan Royals                        | 8       |
| 2019   | Mumbai Indians (4)        | Chennai Super Kings         | Delhi Daredevils                        | Sunrisers Hyderabad                     | 8       |
| 2020   | Mumbai Indians (5)        | Delhi Capitals              | Sunrisers Hyderabad                     | Royal Challengers Bangalore             | 8       |
| 2021   | Chennai Super Kings (4)   | Kolkata Knight Riders       | Delhi Capitals                          | Royal Challengers Bangalore             | 8       |
| 2022   | Gujarat Titans (1)        | Rajasthan Royals            | Royal Challengers Bangalore             | Lucknow Super Giants                    | 10      |
| 2023   | Chennai Super Kings (5)   | Gujarat Titans              | Mumbai Indians                          | Lucknow Super Giants                    | 10      |
| 2024   | Kolkata Knight Riders (3) | Sunrisers Hyderabad         | Rajasthan Royals                        | Royal Challengers Bangalore             | 10      |

### Bilan
| Franchise                   | Vainqueur | Finaliste |
| --------------------------- | --------- | --------- |
| Chennai Super Kings         | 5         | 5         |
| Mumbai Indians              | 5         | 1         |
| Kolkata Knight Riders       | 3         | 1         |
| Sunrisers Hyderabad         | 1         | 2         |
| Rajasthan Royals            | 1         | 1         |
| Deccan Chargers             | 1         | 0         |
| Gujarat Titans              | 1         | 0         |
| Royal Challengers Bangalore | 0         | 3         |
| Delhi Daredevils/Capitals   | 0         | 1         |
| Rising Pune Supergiant      | 0         | 1         |
| Kings XI Punjab             | 0         | 1         |

### Palmarès individuel
| Saison | Meilleur joueur                             | Record de courses                              | Record de guichets                              |
| ------ | ------------------------------------------- | ---------------------------------------------- | ----------------------------------------------- |
| 2008   | Shane Watson (Rajasthan Royals)             | Shaun Marsh (Kings XI Punjab), 616             | Sohail Tanvir (Rajasthan Royals), 22            |
| 2009   | Adam Gilchrist (Deccan Chargers)            | Matthew Hayden (Chennai Super Kings), 572      | R. P. Singh (Deccan Chargers), 23               |
| 2010   | Sachin Tendulkar (Mumbai Indians)           | Sachin Tendulkar (Mumbai Indians), 618         | Pragyan Ojha (Deccan Chargers), 21              |
| 2011   | Chris Gayle (Royal Challengers Bangalore)   | Chris Gayle (Royal Challengers Bangalore), 608 | Lasith Malinga (Mumbai Indians), 28             |
| 2012   | Sunil Narine (Kolkata Knight Riders)        | Chris Gayle (Royal Challengers Bangalore), 733 | Morné Morkel (Delhi Daredevils), 25             |
| 2013   | Shane Watson (Rajasthan Royals)             | Michael Hussey (Chennai Super Kings), 733      | Dwayne Bravo (Chennai Super Kings), 32          |
| 2014   | Glenn Maxwell (Kings XI Punjab)             | Robin Uthappa (Kolkata Knight Riders), 660     | Mohit Sharma (Chennai Super Kings), 23          |
| 2015   | Andre Russell (Kolkata Knight Riders)       | David Warner (Sunrisers Hyderabad), 562        | Dwayne Bravo (Chennai Super Kings), 26          |
| 2016   | Virat Kohli (Royal Challengers Bangalore)   | Virat Kohli (Royal Challengers Bangalore), 973 | Bhuvneshwar Kumar (Sunrisers Hyderabad), 23     |
| 2017   | Ben Stokes (Rising Pune Supergiant)         | David Warner (Sunrisers Hyderabad), 641        | Bhuvneshwar Kumar (Sunrisers Hyderabad), 26     |
| 2018   | Sunil Narine (Kolkata Knight Riders)        | Kane Williamson (Sunrisers Hyderabad), 735     | Andrew Tye (Kings XI Punjab), 24                |
| 2019   | Andre Russell (Kolkata Knight Riders)       | David Warner (Sunrisers Hyderabad), 692        | Imran Tahir (Chennai Super Kings), 26           |
| 2020   | Jofra Archer (Rajasthan Royals)             | KL Rahul (Kings XI Punjab), 670                | Kagiso Rabada (Delhi Capitals), 30              |
| 2021   | Harshal Patel (Royal Challengers Bangalore) | Ruturaj Gaikwad (Chennai Super Kings), 635     | Harshal Patel (Royal Challengers Bangalore), 32 |
| 2022   | Jos Buttler (Rajasthan Royals)              | Jos Buttler (Rajasthan Royals), 863            | Yuzvendra Chahal (Rajasthan Royals), 27         |

## Format
De 2008 à 2010, huit franchises sont en compétition. Elles s'affrontent dans un premier temps au sein d'une poule unique. Chaque équipe dispute deux matchs contre chacune des sept autres. À l'issue de cette phase, des demi-finales voit s'affronter la franchise la mieux classée et la quatrième d'une part, et la deuxième et la troisième d'autre part. La finale entre les deux vainqueurs est le cinquante-neuvième et dernier match de la saison, qui dure entre six et sept semaines. En 2010, une « petite finale » oppose pour la première fois les équipes éliminées au stade des demi-finales. À partir de 2011, ce sont dix franchises qui s'affrontent pour le titre.

## Franchises
Huit franchises participent à l'IPL en 2008, lors de sa création. Depuis 2022 l'IPL compte 10 franchises.
| Franchise                   | Localisation | Création |
| --------------------------- | ------------ | -------- |
| Chennai Super Kings         | Chennai      | 2008     |
| Delhi Capitals              | Delhi        | 2008     |
| Gujarat Titans              | Ahmedabad    | 2022     |
| Punjab Kings                | Mohali       | 2008     |
| Kolkata Knight Riders       | Calcutta     | 2008     |
| Lucknow Super Giants        | Lucknow      | 2022     |
| Mumbai Indians              | Bombay       | 2008     |
| Rajasthan Royals            | Jaipur       | 2008     |
| Royal Challengers Bangalore | Bangalore    | 2008     |
| Sunrisers Hyderabad         | Hyderabad    | 2013     |

## Joueurs

### Icon Players

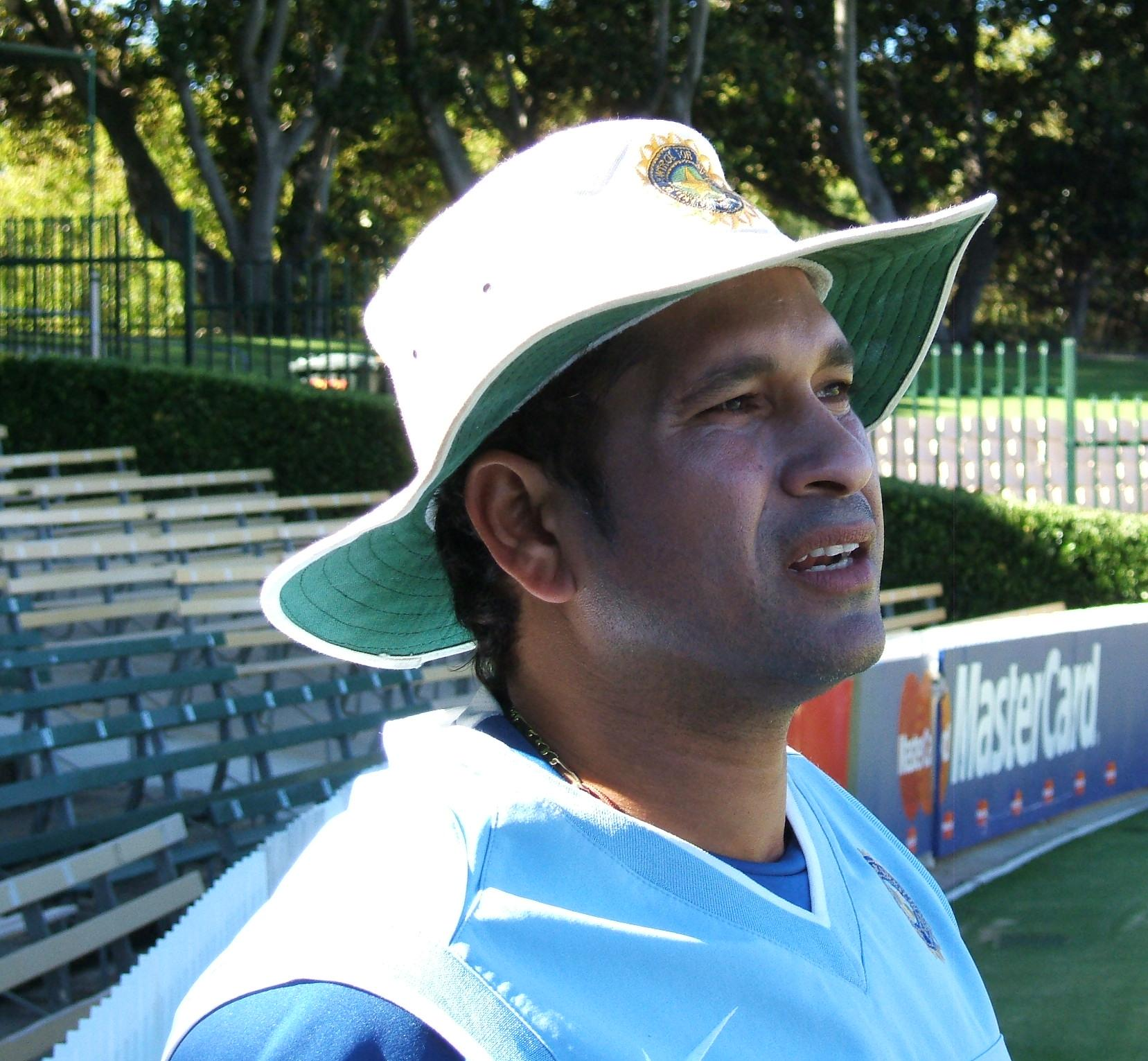
Sachin Tendulkar est l'« icon player » des Mumbai Indians.

Plusieurs internationaux indiens ont reçu en 2008 le statut d'« icon player » : Sachin Tendulkar, Sourav Ganguly, Yuvraj Singh et Rahul Dravid dans un premier temps, puis Virender Sehwag dans un second temps. Ce statut leur confère l'obligation de jouer pour la franchise de la ville de l'état dont ils sont originaires. Il leur garantit aussi le fait de recevoir un salaire de 15 % plus élevé que le deuxième salaire le plus élevé de leur équipe.
Les quatre premiers icon players ont été désignés par le BCCI. L'accession de Sehwag a ce statut a été réclamée par la franchise de Delhi et a dû être votée à l'unanimité des huit franchises. La franchise d'Hyderabad a dans un premier temps demandé le même statut pour VVS Laxman, mais a par la suite retirée sa demande.
| « Icon Player »  | Franchise                   |
| ---------------- | --------------------------- |
| Sachin Tendulkar | Mumbai Indians              |
| Sourav Ganguly   | Kolkata Knight Riders       |
| Yuvraj Singh     | Kings XI Punjab             |
| Rahul Dravid     | Royal Challengers Bangalore |
| Virender Sehwag  | Delhi Daredevils            |

Les Rajasthan Royals, les Chennai Super Kings et les Deccan Chargers n'ont pas d'icon player.

## Aspects économiques

### Vente des franchises
En 2008, les huit premières franchises de l'IPL sont achetées par des sociétés mais également par des stars de Bollywood. Leur vente totale rapporte alors 723,59 millions d'US$ au BCCI. Les deux franchises additionnelles pour la saison 2011 sont cédées chacune pour plus de 300 millions de dollars.
| Franchise                   | Propriétaire(s)                                             | Valeur estimée |
| --------------------------- | ----------------------------------------------------------- | -------------- |
| Mumbai Indians              | Reliance Industries                                         | 1,2 Md$        |
| Chennai Super Kings         | India Cements                                               | 1,1 Md$        |
| Kolkata Knight Riders       | Knight Riders Group                                         | 1,1 Md$        |
| Lucknow Super Giants        | RPSG Group                                                  | 1 Md$          |
| Delhi Capitals              | JSW Group, GMR Group                                        | 993,1 M$       |
| Royal Challengers Bangalore | United Spirits                                              | 983,5 M$       |
| Rajasthan Royals            | Manoj Badale, Lachlan Murdoch, Gerry Cardinale, Shane Warne | 959,5 M$       |
| Sunrisers Hyderabad         | Sun Group                                                   | 930,7 M$       |
| Punjab Kings                | Mohit Burman, Ness Wadia, Preity Zinta, Karan Paul          | 887,5 M$       |
| Gujarat Titans              | CVC Capital Partners                                        | 815,5 M$       |

### Sponsors
Le promoteur immobilier indien DLF Limited signe en 2008 un partenariat de cinq ans avec l'IPL : en échange de 50 millions de roupies par saison, la compétition est officiellement baptisée « DFL Indian Premier League ». La société met fin à ce parrainage après le contrat initial de cinq ans.
De nouvelles sortes de partenariats ont été introduits : diverses actions de jeu sont accompagnées de la citation d'un sponsor par les commentateurs de l'IPL, voire rebaptisées : un « six » devient un « DLF maximum » par exemple.

### Salaires des joueurs

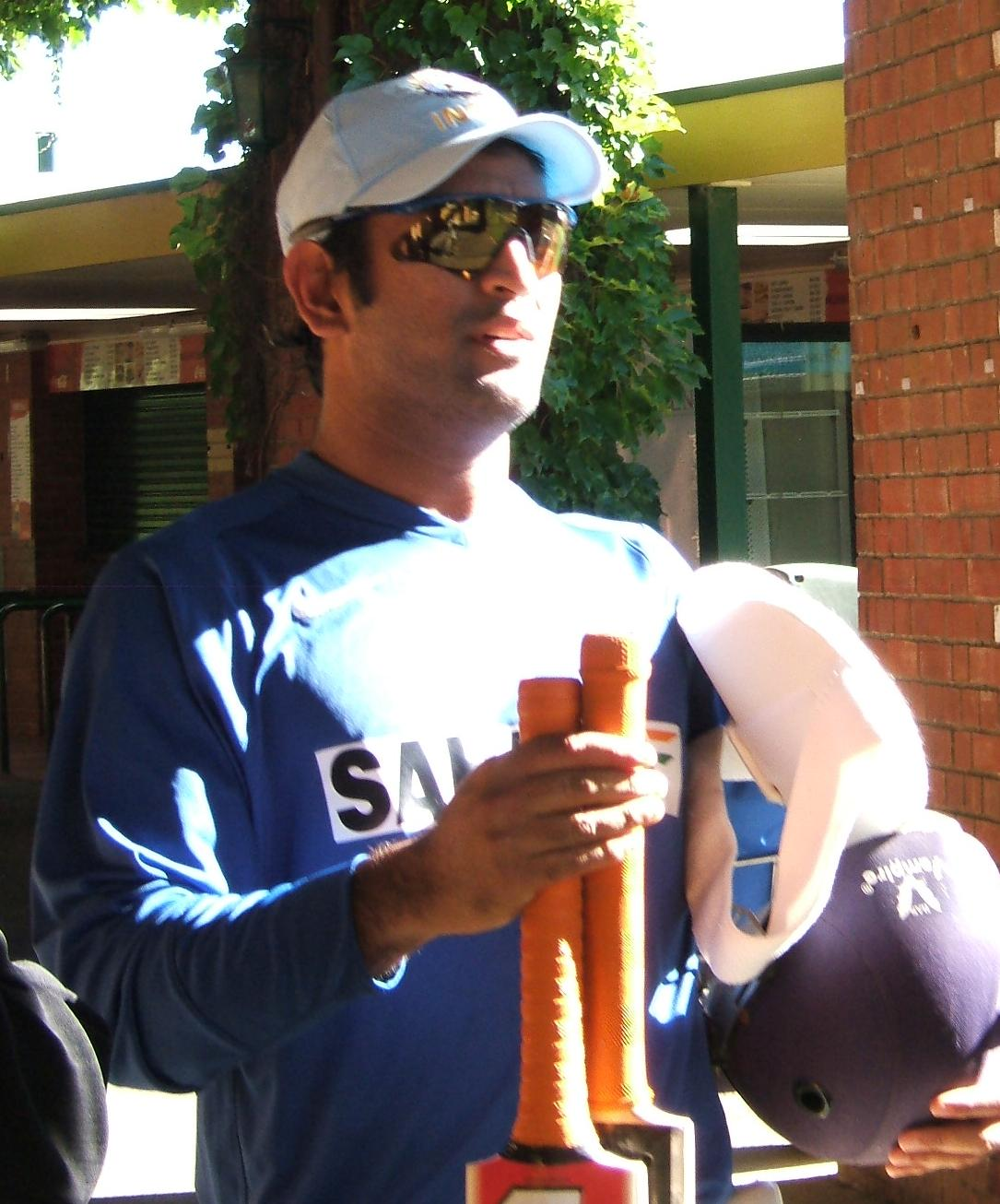
MS Dhoni est le joueur le mieux payé de l'IPL en 2008.

Joueurs les mieux payés de l'IPL en 2008 (* signifie que le joueur est un « icon player »):
| Joueur               | Pays      | Franchise                   | US$/saison |
| -------------------- | --------- | --------------------------- | ---------- |
| Mahendra Singh Dhoni | Inde      | Chennai Super Kings         | 1 500 000  |
| Andrew Symonds       | Australie | Deccan Chargers             | 1 350 000  |
| * Sachin Tendulkar   | Inde      | Mumbai Indians              | 1 121 250  |
| * Sourav Ganguly     | Inde      | Kolkata Knight Riders       | 1 092 500  |
| * Yuvraj Singh       | Inde      | Kings XI Punjab             | 1 063 750  |
| * Rahul Dravid       | Inde      | Royal Challengers Bangalore | 1 035 000  |

## Couverture médiatique

### Droits télévisés
Le BCCI a annoncé que 80 % des droits télévisés qu'elle recevrait pour les saisons 2008 et 2009 seraient redistribués aux franchises. Cette proportion doit diminuer progressivement : 70 % en 2010 et 2011, puis 60 % les cinq années qui suivent et 50 % pour les années suivantes. La répartition de ces sommes redistribuées s'effectue à 20 % selon les résultats sportifs des franchises, le reste étant divisé de manière égale entre les franchises.

### Agences de presse
Le 3 avril 2008, l'IPL publie des instructions à destinations des médias, stipulant notamment qu'aucune photographie prise pendant la compétition ne doit paraître sur un site web d'actualité, une société nord-américaine ayant acquis l'exclusivité de publier des photos sur internet pour 50 millions d'US$. En outre, l'IPL s'accorde le droit d'utiliser gratuitement toutes les photographies prises par les agences de presse. Les instructions sont révisées quelques jours plus tard, après les protestations de certains groupes de média. L'IPL ne réclamera l'usage que de quelques photographies. Les sites web des publications de presse écrite reçoivent l'autorisation de publier quelques photos à titre illustratif. Par contre, les reporters des sites spécialisés dans le cricket n'auront pas d'accréditation pendant les matchs, et les agences de presse n'ont pas le droit de vendre leurs images à ces sites. Devant l'impossibilité de distribuer des photographies aux sites spécialisés dans le cricket, les principales agences de presse mondiales, notamment Reuters, l'AP et l'AFP, annoncent qu'elles boycottent cette saison-là.

### Région de diffusion
| Chaîne de télévision                              | Région de diffusion   | Contrat   |
| ------------------------------------------------- | --------------------- | --------- |
| Star Sports, Viacom 18                            | Inde                  | 2023-2027 |
| Ariana Television Network                         | Afghanistan           | 2022      |
| SuperSport                                        | Afrique               | 2023      |
| SuperSport                                        | Afrique subsaharienne | 2021-     |
| SuperSport                                        | Afrique du Sud        | 2021-     |
| Fox Cricket, Foxtel (internet), YuppTV (internet) | Australie             | 2023      |
| Gazi TV                                           | Bangladesh            | 2023      |
| YuppTV (internet)                                 | Bhoutan               | 2022-     |
| Willow TV, Hotstar Canada (internet)              | Canada                | 2022-     |
| Flow Sports                                       | Caraïbes              | 2021-     |
| Willow TV, ESPN+ (internet)                       | États-Unis            | 2022-     |
| Sky Sports                                        | Irlande               | 2022-     |
| Astro Cricket                                     | Malaisie              | 2021-     |
| YuppTV (internet)                                 | Maldives              | 2022-     |
| beIN Sports                                       | Moyen-Orient          | 2021-     |
| YuppTV (internet)                                 | Népal                 | 2022-     |
| Sky Sports                                        | Nouvelle-Zélande      | 2021-     |
| Sky Sports, Hotstar UK (internet)                 | Royaume-Uni           | 2022-     |
| StarHub, StarHub (internet)                       | Singapour             | 2022-     |
| YuppTV (internet)                                 | Sri Lanka             | 2022-     |
| Disney+ Hotstar (internet)                        | Monde (internet       | 2022-     |
| YuppTV (internet)                                 | Amérique centrale     | 2022-     |
| YuppTV (internet)                                 | Asie centrale         | 2022-     |
| YuppTV (internet)                                 | Asie orientale        | 2022-     |
| YuppTV (internet)                                 | Europe                | 2022-     |
| beIN Sports, beIN App (internet)                  | Afrique du Nord       | 2022-     |
| YuppTV (internet)                                 | Amérique du Sud       | 2022-     |
| Star Sports                                       | Asie du Sud           | 2022-     |
| YuppTV (internet)                                 | Asie du Sud-Est       | 2022-     |